# 487 a. C.
El año 487 a. C. fue un año del calendario romano prejuliano. En el Imperio romano se conocía como el Año del consulado de Sicinio y Aquilio (o menos frecuentemente, año 267 Ab urbe condita)

## Acontecimientos
- Roma declara la guerra a los hérnicos.
- Victoria romana del cónsul Cayo Aquilio Tusco sobre el ejército hérnico en Preneste.
- Victoria del cónsul Tito Sicinio soble los volscos, en Velitras.
- En Grecia se emplea por vez primera el ostracismo.
- Atenas promulga una constitución democrática. Instaura la pena de ostracismo para castigar a los políticos que buscan gobernar dictatorialmente. Temístocles se impone como estrategia y consolida su programa de construcciones navales.[1]

## Fallecimientos
- Cayo Marcio Coriolano, general romano.
- Ato Tulio, caudillo volsco.